# La signorina Else
La signorina Else è una novella di Arthur Schnitzler pubblicata nel 1924.
L'autore impiega la tecnica del monologo interiore, facendo parlare la protagonista e portando a galla le molteplici e contraddittorie sfaccettature del personaggio. I temi trattati e la tecnica narrativa ricordano un'altra sua opera precedente, Il sottotenente Gustl.

## Trama
Else è una diciannovenne viennese di buona famiglia borghese; il padre, famoso avvocato, ha il vizio del gioco e rischia spesso l'arresto. Durante una vacanza in montagna (siamo a san Martino di Castrozza) riceve un'accorata lettera della madre, che le comunica che il padre rischia l'arresto per sottrazione indebita di denaro pupillare e che Else dovrà chiedere i 30.000 fiorini necessari (che poi diventano 50.000) ad un ricco amico di famiglia che si trova per caso nello stesso albergo - facendo subdolamente appello all'amore che Else deve ai suoi genitori e paventando la possibilità del suicidio del padre qualora venisse arrestato.
Il laido signor von Dorsday, amico del padre di Else, accetta di salvare suo padre e di spedire il denaro a condizione che Else gli si mostri totalmente nuda. Attraverso il monologo interiore della ragazza - messa di fronte alla necessità di prostituirsi per salvare suo padre dal suicidio e la sua famiglia dallo scandalo e la bancarotta - Schnitzler critica impietosamente la società viennese dell'epoca; innanzitutto la famiglia, che con la ragazza si rapporta in fondo in modo opportunistico e meschino; la condizione femminile (in questo senso la figura di Else è emblematica: è una ragazza di buona famiglia a cui non è stato insegnato nulla, non è capace di fare nulla, e quindi si trova nella posizione di dover essere dipendente da un uomo e doversi sposare per convenienza, non avendo nessun mezzo di sostentarsi da sé); la frivolezza e la superficialità della borghesia viennese che, nel momento in cui Else non riuscendo più a sopportare la pressione si presenta nuda nella hall dell'albergo dopodiché delira e sviene, non si preoccupa minimamente della sua salute e delle sue motivazioni ma soltanto dello "scandalo" che potrebbe addirittura essere pubblicato sul giornale - la stessa società incapace di autocritica che radiò Schnitzler dall'esercito, "turbata" dai suoi racconti invece di ammettere e affrontare i problemi della società del tempo.
Curiosa, intelligente, ironica, onesta e pungente nei suoi giudizi, vanitosa ed esibizionista, ma anche incredibilmente sola, Else deciderà di darsi la morte ingerendo del Veronal (nome commerciale del Barbital) pur di non doversi più rapportare con la falsità e la cattiveria delle persone che ha attorno.

## Edizioni italiane
- La signorina Elsa, traduzione di Mario Benzi, Prefazione e cura di Antonio Baldini, saggio critico di Max Kempner Hochstädt, Collana Scrittori di tutto il mondo n.6, Milano, Modernissima, 1929,  p. 156. - Collana Universale moderna. I Corvi, Milano, Corbaccio, 1936; Scrittori di tutti il mondo n.4, Milano, Dall'Oglio, 1946; Collana Libri senza occhiali, Dall'Oglio, 1987.
- Signorina Else, a cura di Enrico Groppali, Collana Piccola Enciclopedia n.48, Milano, SE, 1987, ISBN 88-7710-071-0. - Collana UEF n.1130, Milano, Feltrinelli, settembre 1990, ISBN 978-88-078-1130-2.
- La signorina Else, traduzione di Renata Colorni, Collana Piccola Biblioteca n.209, Milano, Adelphi, 1988, ISBN 978-88-459-0274-1.
- La signorina Else, trad. di Giuseppe Farese, in Opere, Collezione I Meridiani, Milano, Mondadori, 1988.
  -  La signorina Else, trad. e postfazione di G. Farese, Collana Oscar classici moderni n.93, Milano, Mondadori, maggio 1994, ISBN 88-04-38624-X.
- La signorina Else. Il sottotenente Gustl, a cura di Giulia Alberico e Maria Letizia Belardelli, Napoli-Milano, Morano Editore, 1993.
- La signorina Else. La femminilità messa a nudo, traduzione di Costantina Fiorini, Collezione Acquarelli, Bussolengo, Demetra, aprile 1995, ISBN 978-88-712-2613-2.
- La signorina Else, traduzione di Stefania Di Natale, Introduzione di Arnaldo Colasanti, Collana Biblioteca Economica, Roma, Newton Compton, 2005. - Collezione Le Grandi Eroine Romantiche, Milano, Hachette Fascicoli, 2007.
- La signorina Else, traduzione di Anna Corbella, Introduzione e note di Rita Svandrlik, Collana Biblioteca Ideale, Firenze, Giunti, gennaio 2008, ISBN 978-88-090-3405-1.
- La signorina Else, Introduzione e trad. di Maurizio Basili, Milano, Portaparole, 2013.
- La signorina Else, traduzione di Stefania Trivelloni, Collana Grande Biblioteca, Santarcangelo di Romagna, Rusconi, 2018, ISBN 978-88-180-3239-0. - Collana I Classici, Foschi, 2018.
- La signorina Else, traduzione di Christian Kolbe, Collana Highlander, Massa, Edizioni Clandestine, 2019, ISBN 978-88-659-6883-3.